# إميليانية
الإميليانية (الاسم العلمي: Emiliania) هي جنس من الأسناخ الصبغية يتبع الفصيلة النولايرهبية من رتبة الذهبيات المتساوية.

## أنواع الإميليانية
هناك نوع وحيد يتبع هذا الجنس وهي:
- إميليانية هكسلية